# Vilhelm Esmann
Vilhelm August Esmann, född den 23 februari 1831 i Julianehåb på Grönland, död den 15 januari 1901 på Oringe sinnessjukhus i Vordingborg, var en dansk präst och författare.
Vilhelm Esmann var son till prästen Magnus Vilhelm Esmann, och Ditlevine Karenline Abigael Staal. Han blev student i Ribe 1850 och avlade kandidatexamen 1857. Han blev personlig kapellan 1863, ordinarie dito 1864 samt kapellan pro loco 1865, allt i Faxe. 1874 blev han kyrkoherde (sognepræst) i Sønder Højrup och 1877 i Karise och Alslev. Han var prost i Faxe, Bjeverskov och Stevns 1890-1894 och i endast Bjeverskov och Stevns 1894-1895. Tre år senare, 1898, tog han avsked från sin prästbefattning över huvud taget. Esmann visade under sin tid som präst stort intresse för undervisningsfrågor.
Esmann var verksam som författare av såväl teologiska artiklar och uppsatser (bland annat i Dansk Kirketidende och Berlingske Tidende) som av dikter och sånger. Hans "Droslen slog i Skov sin klare Trille" (tonsatt av Joseph Glæser) var i hans samtid upptagen i många danska sångböcker. Som psalmförfattare är han representerad i danska Psalmebog for Kirke og Hjem. Efter hans död utgavs hans efterlämnade dikter 1927 under titeln Sange fra Præstegaarden. Själv vill Esmann dock inte betrakta sig som diktare utan uttryckte det som att han kunde "begå en vers emellanåt" ("begaa et Vers en Gang imellem").
Vilhelm Esmann var gift med två systrar och prostdöttrar Neergaard, först 1866-1870 med Ane Johanne Christine Marie (1829-1870) och, efter hennes död, från 1873 med systern Nielsine Petrea (1825-?).